# Mohamed Bouhizeb
Mohamed Bouhizeb (en arabe : محمد بوحيزب), né le 27 mai 1942 à Oran, mort en 1996 à Oran, est un footballeur international algérien. Il évoluait au poste d'attaquant du début des années 1960 à la fin des années 1970. 
Il a joué pour le SCM Oran, le MC Oran et compte trois sélections avec l'équipe d'Algérie entre 1963 et 1966.
- Biographie

La première sélection de Mohamed Bouhizeb a lieu le 26 février 1963 à Oran lors du match amical Algérie – Tchécoslovaquie. Il compte trois sélections avec l'équipe nationale. Il termine quatrième des Jeux africains 1965 avec la sélection.
Il est victime d'une attaque cardiaque en plein match de son jubilé en 1996.

## Palmarès
- Ligue 1 (1)
  - Champion : 1971

- Coupe d'Algérie (1)
  - Vainqueur : 1975